# Anigrus adonis
Anigrus adonis är en insektsart som först beskrevs av Rauno E. Linnavuori 1973.  Anigrus adonis ingår i släktet Anigrus och familjen Meenoplidae. Inga underarter finns listade i Catalogue of Life.